# Théo Brandão
Theotônio Vilela Brandão (Viçosa, AL, 26 de janeiro de 1907 — Maceió, 29 de setembro de 1981) foi um médico e folclorista brasileiro.

## Biografia
Foi membro fundador da Comissão Nacional do Folclore, e participou de sociedades e congressos sobre folclore e antropologia no Brasil e no exterior.
Recebeu prêmios da Academia Alagoana de Letras e da Academia Brasileira de Letras, por sua obra Folclore de Alagoas.
Em 20 de agosto de 1975, a Universidade Federal de Alagoas criou o Museu Théo Brandão de Antropologia e Folclore, para abrigar o acervo do folclorista (sobre arte popular) doado à universidade.

## Obras
- Folclore e educação infantil (artigo, 1931)
- Folclore de Alagoas (1949)
- Trovas populares de Alagoas (1951)
- O reisado alagoano (1953)
- Folguedos natalinos de Alagoas (1961)
- O guerreiro (1964)
- O pastoril (1964)
- Duas raras formas de poesia folc (1979)